# Virgilio Sabel
Virgilio Sabel (* 10. Oktober 1920 in Turin; † 7. Juli 1989 in Rom) war ein italienischer Filmregisseur und Drehbuchautor.

## Leben
Sabel zog nach seinem Schulabschluss nach Roma, wo er als Journalist arbeitete und im Filmgeschäft anfing. Zu Beginn der 1940er Jahre war er dabei als Regieassistent tätig und drehte ab 1948 zusammen mit Leonardo Sinisgalli einige kurzen Dokumentarfilme, darunter auch den von Mario Bava fotografierten Una lezione di geometriasowie den Un millesimo di millimetro. Mit diesen Filmen machte er sich einen Namen als etablierter, versierter Techniker mit klaren Strukturen und Regiestil.
1950 schrieb Sabel das Drehbuch für Vendetta, die Rache des Bruders; zwei Jahre später war er als Regieassistent Luciano Emmers für Die Mädchen vom Spanischen Platz, der ein Publikumserfolg wurde, engagiert. Sein Regiedebüt erfolgte 1954 mit dem Spielfilm Il figlio dell'uomo, den er in Peschici und Rodi Garganico, ein experimentierfreudiges, antikonformistisches und nicht nach kommerziellen Gesichtspunkten gestaltetes religiöses Werk über das Leben Jesu. 1958 war Sabel dann Drehbuchautor bei einem der ersten italienischen Science-Fiction-Filme, Paolo Heuschs La morte viene dallo spazio.
1963 und im Folgejahr drehte er zwei Reportagen; die erste, In Italia si chiama amore, war eine Untersuchung über Liebe und ist einer der ersten Filme, die das Thema Sexualität im Wandel der Nachkriegszeit und in Italien dokumentieren. Unter den Mitarbeitern des Werks finden sich Pasquale Festa Campanile und Gian Domenico Giagni. Der zweite Film, Dunkle Haut und helle Nächte, stellt im Mondo-Stil sexuelle Gebräuche in Italien und Polynesien, das als letztes Paradies geschildert wird, dar.
Für das Fernsehen inszenierte Sabel mehrere Folgen der langjährigen Carosello-Reihe (einer Mischung aus Werbung, Szenen und Musik), darunter Dentifricio Chlorodont - La bocca della verità mit Virna Lisi und Raimondo Vianello. Daneben schrieb er auch Liedtexte, wie Meravigliosa labbra (Musik: Teo Usuelli, gesungen von Johnny Dorelli), das aufgrund seiner offenen Sprache Aufsehen erregte, sowie La canzone del faro, die Erkennungsmusik der RAI-Sendung Viaggio nel Sud, die er auch inszenierte. Für das Fernsehen erhielt Sabel auch weitere Aufträge: er drehte z. B. für die Rubrik Sapere („Wissen“) die Reportagen Questa nostra Italia (1968) und L'Italia dei dialetti (1969).
Aufgrund seiner Dokumentarfilme entdeckte Sabel die Schönheit Kalabriens für sich, wo er in Ricadi ein Haus kaufte, das er als Sommersitz nutzte und wohin er später seinen Lebensmittelpunkt verlegte.
Der Regisseur beging im Juli 1989 Suizid und wurde auf dem Friedhof von San Nicolò di Ricadi bestattet. Seine Wahlgemeinde nutzt seine finanziellen Hinterlassenschaften für Freizeitprojekte mit Kindern.

## Filmografie (Auswahl)
- 1951: Vendetta, die Rache des Bruders (Il capitano nero) (Drehbuch)
- 1954: Il figlio dell’uomo (& Produktion)
- 1958: La morte viene dallo spazio (Drehbuch)
- 1962: In Italia si chiama amore
- 1963: Dunkle Haut und helle Nächte (Nude, calde e pure)